# Distonia
La distonia è una difficoltà motoria dovuta ad atteggiamenti posturali del tutto involontari dell'individuo.
La persona affetta da tale disturbo assume posizioni innaturali e le mantiene per tempi prolungati, oppure riesce a modificarle molto lentamente. La distonia rientra tra i disordini del movimento o discinesie.

## Epidemiologia
Sono state effettuate stime che portano ad un'incidenza pari a 370 individui affetti, ogni milione di persone nel mondo, in Italia ne soffrono circa 20 000 persone, 300 000 negli USA.

## Storia
Le varie forme del disturbo sono state descritte nel tempo. Bernardino Ramazzini, nel 1713, aveva descritto nei suoi testi una prima forma di distonia. Sono state rinvenute tracce anche nei rapporti del servizio civile britannico e nel 1911 venne introdotto il termine distonia. Nel 1978, Donald Hunter descrisse circa cinquanta tipi di lavori che possono presentare forme tipiche di distonia.

## Manifestazioni cliniche
Si osservano contrazioni muscolari e le posture assunte da chi è affetto da tale disturbo sono spesso molto bizzarre, si possono trovare estensioni forzate oppure torsioni attorno ad una singola articolazione. Una buona parte dei pazienti manifesta inoltre tremore, in genere del capo o degli arti superiori. Talvolta i movimenti sono dolorosi e spasmodici, simili a crampi, a volte invece sono simili a mioclono e quindi non dolorosi. Possono colpire interi arti, il tronco, o solo le dita e il volto, essere continue o intermittenti.

## Tipologia
Le distonie possono essere suddivise in quelle generalizzate (che riguardano tutto il corpo, più rare e sono generalmente ad esordio precoce) e quelle focali che interessano un solo distretto corporeo e sono più comuni in generale, tipicamente ad esordio adulto: esempi sono la distonia cervicale (precedentemente chiamata torcicollo spasmodico) che interessa il collo, il crampo dello scrivano l'arto superiore, il blefarospasmo i muscoli extraoculari. Alcuni parlano anche di distonie segmentali, multifocali, ecc.
Tra le forme genetiche, alcune sono:
- distonia mioclonica tipo DYT1 (la prima forma genetica scoperta e la più frequente, dovuta a mutazioni del gene TOR1A)
- distonia di Segawa (anche detta distonia responsiva alla levodopa o anche sensibile alla dopamina, dovuta nella sua forma classica a mutazioni del gene GCH1)
- varie distonie miocloniche: mutazioni del gene SCGE) o presente in diverse malattie (degenerazione corticobasale, malattia di Leigh, malattia di Lubag, malattia di Parkinson, malattia di Huntington, malattia di Wilson, paralisi sopranucleare progressiva, distonia mioclonica genetica di tipo DYT11 o sindrome mioclono-distonia[8] e altri tipi simili

Per distonie miocloniche in campo medico, si intendono diversi tipi di sindrome "distonia-plus", un insieme di manifestazioni di tipo ereditario a carattere dominante che comportano disfunzioni del movimento, che si manifesta in varie patologie.
Molte sono le patologie in cui si può ritrovare tale forme di distonia:
- Degenerazione corticobasale
- Malattia di Leigh
- Malattia di Lubag
- Malattia di Parkinson
- Malattia di Huntington
- Malattia di Wilson
- Paralisi sopranucleare progressiva

### Altre suddivisioni
Si distingue anche tra diverse tipologie a seconda del muscolo, e queste distonie possono essere anche sintomi delle distonie genetiche e generalizzate:
- distonie focali dell'adulto
  - distonia dell'arto superiore (es. crampo dello scrivano)
  - blefarospasmo
  - distonia cervicale (es. torcicollo)
  - distonia laringea
  - distonia dei musicisti
  - distonia oromandibolare

Tra le distonie generalizzate, in genere ereditarie, si distingue fra:
- distonie infantili o distonie a esordio infantile-adolescenziale (posture e movimenti distonici, caratterizzate specie da distonia d'azione), es. la distonia mioclonica genetica di tipo DYT11 e distonia tipo DYT1
- distonie parossistiche (caratterizzate da crisi improvvise di distonia, un tempo scambiate per epilessia)
  - distonia parossistica coreoatetosica (esordio: da età neonatale fino a 20-30 anni)
  - distonia parossistica coreoatetosica kinesigenica (età scolare)
  - distonia parossistica ipnogena
  - atassia distonica parossistica
  - atassia distonica con persistenti miochimie o neuromiotonia (AP-1), da non confondere con la neuromiotonia di Isaacs (di solito età infantile)
  - atassia distonica parossistica rispondente all'acetazolamide (ap-2), solitamente insorge nell'adolescenza

Le distonie secondarie si dividono invece in:
- distonie sintomatiche:
  - distonia sintomatica di malattie neurologiche a carattere ereditario (es. malattia di Wilson)
  - distonia secondaria a fattori ambientali, ad esempio infezioni, torcicollo, traumi (es. distonia dei musicisti)
  - distonia associata al parkinsonismo (malattia di Wilson, parkinsonismi di altro tipo)
  - distonia psicogena.
- distonie da farmaci (es. da neurolettici)

Le distonie si ritrovano nella malattia di Parkinson, nei parkinsonismi, a volte anche assieme al tremore essenziale e nella sclerosi multipla.

### Classificazione generale attuale
La classificazione attuale generale della distonia è stata rivista come segue:
- distonia primaria: distonia con possibile tremore, quali distonia primaria in torsione (DPT),
- sindromi distoniche plus: associate ad altri segni neurologici: distonia responsiva alla DOPA (DRD, distonia di Segawa) e distonia mioclonica, distonia mioclonica genetica di tipo DYT11
- distonie secondarie: da fattori ambientali (farmaci, ictus e ischemia, paralisi cerebrale, tumori)
- malattie eredodegenerative: sindromi distoniche plus con neurodegenerazione (malattia di Wilson, malattia di Huntington, distonia legata al cromosoma X o malattia di Lubag).

## Eziologia
La distonia è una manifestazione clinica che può essere indotta da varie cause. Quando la causa è sconosciuta, si parla di forme idiopatiche (in genere ad esordio adulto e comunque le più frequenti). Il disturbo può avere carattere familiare, ma solo raramente è ereditario (quando dovuto a mutazioni di alcuni geni). La forma genetica più frequente tra forme ad esordio precoce è dovuta a mutazione del gene TOR1A (DYT1). Ci sono anche cause cosiddette secondarie: per esempio, alcuni farmaci possono provocare distonia fra vari altri effetti collaterali.

## Terapie
Alcune forme generalizzate di distonia possono ottenere beneficio da terapie a base di dopamina, anticolinergici, benzodiazepine, baclofene e anticonvulsivanti. Nelle forme focali la terapia di prima scelta è l'iniezione locale di tossina botulinica.
Per alcuni casi è indicata la stimolazione cerebrale profonda del globo pallido o l'intervento chirurgico.
Poiché la radice del problema è neurologica, i medici hanno esplorato le attività di riqualificazione sensomotoria per consentire al cervello di "ricablare" se stesso ed eliminare i movimenti distonici. Il lavoro di diversi medici come Nancy Byl e Joaquin Farias ha dimostrato che le attività di riqualificazione sensomotoria e la stimolazione propriocettiva possono indurre neuroplasticità, rendendo possibile ai pazienti recuperare funzioni sostanziali perse a causa di distonia cervicale, distonia delle mani, blefarospasmo, distonia oromandibolare, disfonia e distonia dei musicisti.